# 慈恩寺 (亀山市)
慈恩寺（じおんじ）は、三重県亀山市にある浄土宗の寺院。山号は亀鶴山（きかくさん）。本尊は阿弥陀如来。

## 歴史
この寺は、728年（神亀5年）行基によって創建された神宮山慈恩寺にはじまると伝えられる。1583年（天正11年）に焼失して荒廃していたが、江戸時代に入り亀鶴山長福寺と統合され現在の山寺号となって再興された。

## 文化財
重要文化財
- 木造阿弥陀如来立像（1躯） 1937年（昭和12年）8月25日指定。

三重県下における9世紀初めの代表作である。もとは忍山神宮寺の本尊であったと考えられている。

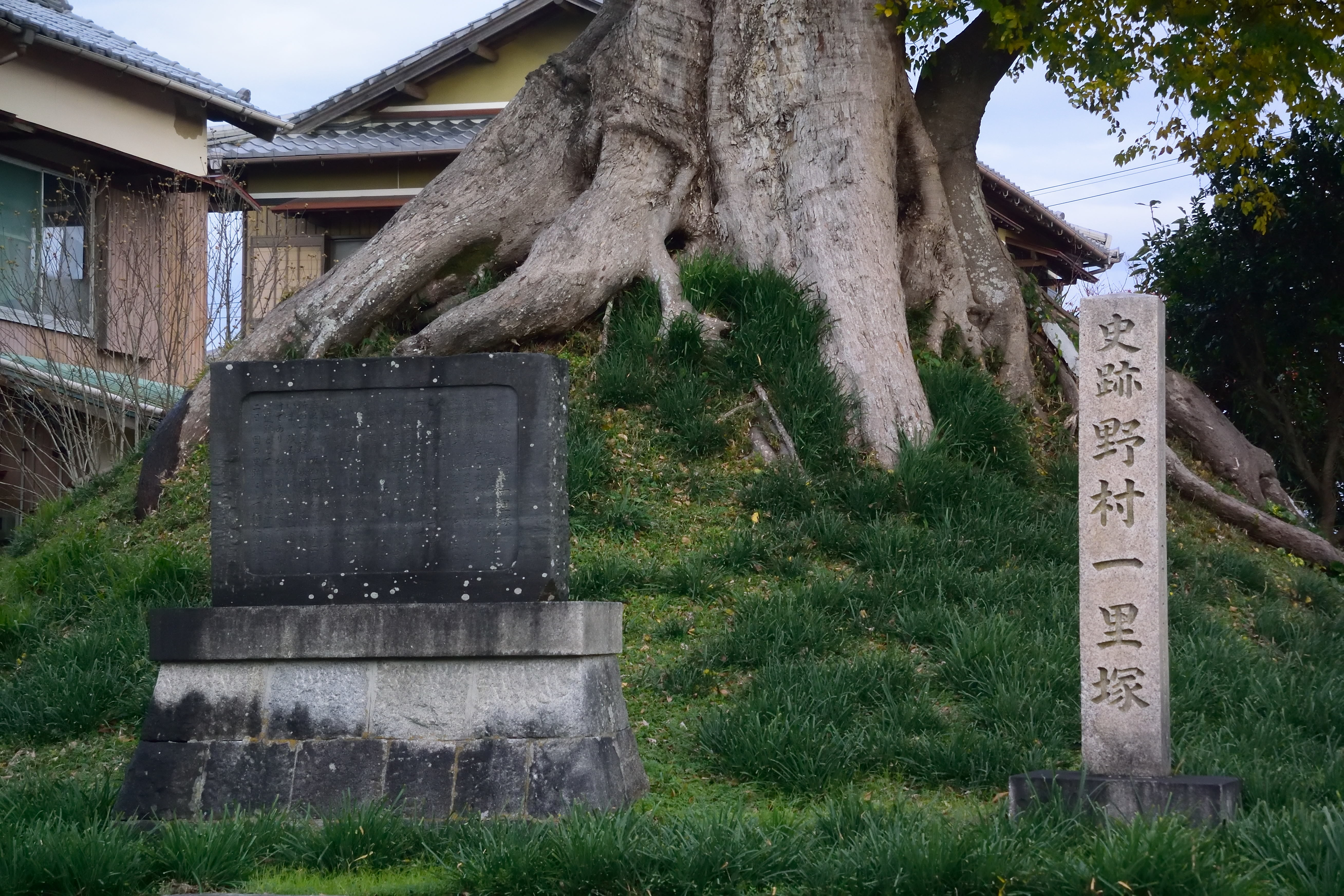
野村一里塚

なお近くにある「野村一里塚」は、国の史跡に指定されており、東海道一里塚の一つである。県内で唯一昔ながらの原形を保っている。